# 青山忠高
青山 忠高（あおやま ただたか）は、江戸時代中期の大名。丹波国篠山藩2代藩主。官位は従五位下・下野守、左衛門佐。青山家宗家16代。

## 生涯
享保19年（1734年）11月5日、丹後国宮津藩主・青山幸秀の七男として江戸で誕生した。
宝暦4年（1754年）8月12日、篠山藩の初代藩主で叔父に当たる青山忠朝の養子となり、12月18日に従五位下・下野守に叙位・任官する。宝暦10年（1760年）に忠朝が死去したため、家督を継いだ。このとき、諱を正幸から忠高と改名している。
明和3年（1766年）4月、藩校・振徳堂を創設し、文武の奨励や教育制度の確立に努めた。さらに農業振興のために治水工事などに尽力したが、洪水や旱魃などの天災が相次ぎ、百姓一揆も起こって藩政は多難だった。天明元年（1781年）6月24日、家督を次男の忠講に譲って隠居し、左衛門佐に遷任する。寛政元年（1789年）4月1日、剃髪して有斎と号した。
文化13年（1816年）8月14日、死去。享年83。

## 系譜
- 父：青山幸秀（1696年 - 1744年）
- 母：寂林院 - 浜村氏
- 養父：青山忠朝（1708年 - 1760年）
- 正室：戸田忠余娘
- 室：桂香院 - 鵜飼氏
  - 次男：青山忠講（1765年 - 1785年）
  - 三男：青山忠裕（1768年 - 1836年）[1] - 青山忠講の養子
- 生母不明の子女
  - 女子：岡部長備正室
  - 女子：牧野忠精正室
  - 女子：松平信弥正室
  - 女子：武田信誼室